# Lilú
Lilú (sumersky, Lulila, Kisikil-lilla, akkadsky Lilú, Lilítu, Ardat-Lilí), pozdější semitská Lilith. V sumersko-akkadské mytologii se jedná o skupinu tří démonů, vyskytujících se v různých zaříkáváních a mýtech. Tito démoni (přízraky, větrný muž a žena) nemají žádné individuální projevy, žijí ve stepi a za tmy napadají člověka.
Obdoba těchto démonů se vyskytuje téměř ve všech mytologiích (např. v Bibli pod jménem Lilith, což se překládá jako upír, démon, sýček apod., ve středověku byli populární Inkub a Sukub).